# Klucz basowy
Klucz basowy jest kluczem typu F.

Pięciolinia z kluczem basowym, wskazującym f

Początkowe zgrubienie klucza i dwie kropki obejmujące czwartą linię wyznaczają na niej położenie dźwięku F.
Należy do grupy kluczy F.
Używany jest dla niskobrzmiących instrumentów, niskich głosów oraz lewej ręki instrumentów klawiszowych (zapis dla prawej ręki odbywa się na kluczu wiolinowym). 
Dla oktaw niższych można użyć kolejnych linii dodanych. Jest to jednak sposób niepraktyczny, gdyż utrudnia szybkie czytanie. Zwykle więc w celu zapisania niższych oktaw w kluczu basowym stosuje się przenośnik oktawowy. Instrumenty najniżej brzmiące (kontrabas, kontrafagot) transponują o oktawę w dół. 